# 아네타이촌 (이와테현 니노헤군)
아네타이촌(姉帯村)은 1957년까지 이와테현 니노헤군에 존속했던 촌이다. 현재의 이치노헤정 아네타이, 오모기시에 해당한다.

## 연혁
- 1889년 4월 1일 - 정촌제 시행과 함께 니노헤군 아네타이촌이 성립하였다.
- 1948년 1월 1일 - 다베촌과 조합을 해소하였다.
- 1957년 10월 31일 - 이치노헤정, 고즈야촌, 조카이촌, 나미우치촌과 합병해 새로운 이치노헤정이 되었다.

## 참고서적
- 『一戸町誌』上巻（岩手県二戸郡一戸町、1982）